# Аваруа
Аваруа (мао. Avarua) је највећи и главни град Кукових Острва, у Полинезији, територије која је у слободној унији са Новим Зеландом. Налази се у северном делу острва Раротонга. Има међународни аеродром и луку. Према подацима из 2006. године у граду живи 5.445 становника.